# Mladen Krstajić
Mladen Krstajić (serbiska: Младен Крстајић), född 4 mars 1974 i Zenica, Bosnien och Herzegovina, SFR Jugoslavien (nuvarande Bosnien och Hercegovina), är en serbisk före detta fotbollsspelare och sedermera tränare.

Krstajić är numera förbundskapten för det bulgariska herrlandslaget.
Krstajić avslutade sin karriär i Partizan i Meridianska Superligan som är den högsta serien i Serbien, där han gjorde sin andra sejour för klubben. Han spelade där även 1996-2000. 
Krstajić har annars spelat nio säsonger i Bundesliga där han representerade Werder Bremen 2000-2004 och Schalke 04 2004-2009. Han var med och vann Bundesliga med Werder Bremen 2004. 
Han har även vunnit den serbiska ligan vid tre tillfällen när han spelade för Partizan (1996), (1997), (1999).
Krstajić har representerat Serbien vid 59 tillfällen. Han fanns bland annat med i dess trupp under VM 2006.